# سینما استقلال (اراک)
سینما استقلال (در گذشته: قصر طلایی) از سینماهای قدیمی شهر اراک بود که در سال ۱۳۵۱ خورشیدی و در خیابان امام خمینی ساخته شد. از این سینما به عنوان بزرگترین سینمای کشور یاد می‌شود.

## تاریخچه
ساخت سینما در سال ۱۳۴۹ آغاز و در سال ۱۳۵۱ به پایان رسید. این سینما بزرگترین سینمای شهر اراک بود و ۱۰۰۰ نفر گنجایش داشت. در سالهای قبل از انقلاب، سینما را با نام قصر طلایی می‌شناختند. نخستین فیلم نمایش داده شده در این سینما، قلعه عقاب‌ها بود.
فعالیت این سینما در سال ۱۳۸۱ متوقف شد، اما پس از هشت سال و در سال ۱۳۸۹ بازسازی سینما آغاز گردید.
امروزه این سینما در قالب مجتمع سینمایی با نام «مجتمع سینمایی ستارگان» به فعالیت خود ادامه می‌دهد.